# Коласиб (округ)
Коласиб (англ. Kolasib) — округ в индийском штате Мизорам. Административный центр — город Коласиб. Площадь округа — 1383 км². По данным всеиндийской переписи 2001 года население округа составляло 65 960 человек. Уровень грамотности взрослого населения составлял 91,3 %, что значительно выше среднеиндийского уровня (59,5 %). Доля городского населения составляла 55,3 %.